# Canthocamptus borcherdingii
Canthocamptus borcherdingii is een eenoogkreeftjessoort uit de familie van de Canthocamptidae. De wetenschappelijke naam van de soort is voor het eerst geldig gepubliceerd in 1889 door Poppe.